# Bobby Burke
Robert Gallee Burke, detto Bobby (Ballymena, 5 novembre 1934), è un ex calciatore nordirlandese, di ruolo attaccante.

## Carriera
Nel 1955 il Burnley lo preleva dai nordirlandesi dell'Albertville United facendolo diventare professionista; fa il suo esordio con i Clarets il 17 settembre 1955, in una partita della prima divisione inglese persa per 1-0 sul campo del West Bromwich; nel corso della stagione 1955-1956 gioca con buona regolarità, disputando in totale 19 partite di campionato e segnando in totale 5 reti, la prima delle quali il 1º ottobre 1955 nel successo per 2-1 sul campo dello Sheffield Utd, a cui aggiunge anche una presenza in FA Cup. Rimane poi al Burnley anche nelle stagioni 1956-1957 e 1957-1958, nelle quali non scende però mai in campo in partite ufficiali. Nel 1958 trascorre poi un breve periodo (senza mai giocare partite ufficiali) nella terza divisione inglese al Chester City per poi tornare in Irlanda del Nord a giocare in prima divisione con il Ballymena Utd, club della sua città natale.